# Joop Zwart
Johannes Hendrikus (Joop) Zwart (Amsterdam, 6 oktober 1912 – Roermond, 9 september 1991) was een Nederlands politiek activist en verzetsstrijder.

## Vooroorlogse periode
Zwart werd geboren als vierde kind van de sigarenmaker Siemon Zwart en Maria Hendrika Momber, die al twee zoons en een dochter hadden. Na Joop werd nog een broertje geboren en een zusje dat jong overleed.

Toen Zwart zes was overleed zijn moeder. Vier jaar later hertrouwde zijn vader. Zwart werd op 12-jarige leeftijd krantenverkoper op het Centraal Station en leerde zichzelf Frans, Duits en Engels. Hij werd lid van de Communistische Jeugdbond en mocht in Rusland de kaderschool van de Communistische Jeugd Internationale volgen. Hier kwam hij er al snel achter dat ook onder het communisme ongelijkheid bestond. Zwart werd wegens trotskistische sympathieën uitgewezen.
Terug in Nederland werd hij door Anton Koejemans uit de Jeugdbond gezet. Hij werd nu lid van Revolutionnair Socialistische Partij (RSP) van Henk Sneevliet en leerde ten huize van Sneevliet zijn grote liefde Bep Spanjer kennen, die echter een verhouding met Sneevliet begon. Zwart reisde daarop af naar Spanje om mee te vechten in de Spaanse Burgeroorlog.

### Tweede Wereldoorlog
Tijdens de Tweede Wereldoorlog was hij zwarthandelaar, hielp hij Joden en drukte hij valse persoonsbewijzen. Zwart werd hiervoor opgepakt en ter dood veroordeeld en kwam via Kamp Amersfoort in Sachsenhausen terecht. Als medewerker van de kampadministratie kon hij medegevangenen redden door hun identiteit te verwisselen met die van overleden gevangenen. Hij werd door de Amerikanen bevrijd in Bergen-Belsen.

## Naoorlogse periode
Na de oorlog kreeg Zwart op voorspraak van Koos Vorrink - die hij in Sachsenhausen het leven had gered - een functie bij de Nederlandse missie in Berlijn. Om Vorrink een politiek schandaal te besparen, trouwde Zwart met diens dochter Irene Vorrink, die ongehuwd zwanger was geworden van Halbo C. Kool. Uit dit huwelijk werd een niet door Zwart verwekte zoon geboren: Koos Zwart. Zwart en Vorrink gingen al snel weer uit elkaar en met de zoon had hij geen contact.
Met een functie bij het Rode Kruis in Berlijn als dekmantel wisselde Zwart met medeweten van Piet Lieftinck iets meer dan twintig miljoen Reichsmarken (tegenwaarde ca. 140.000 gulden), waar de Nederlandse regering mee dreigde te blijven zitten, in de Sovjetzone van Berlijn om voor harde valuta. Ook smokkelde hij in die periode Duitsers uit de Sovjetzone naar het Westen.

### Jaren vijftig
Vanaf 1950 verzorgde Zwart samen met Bep Spanjer (met wie hij in oktober 1948 getrouwd was) de Nederlandstalige editie van Deutsche Korrespondenz. In 1954 begon hij een campagne tegen Nederlandse communisten die de CPN honderden leden zou hebben gekost. Zwart zou in deze periode informant van de BVD zijn geweest.
Aan het eind van de jaren vijftig zette Zwart zich op verzoek van de West-Duitse regering in voor Theodor Oberländer, een West-Duits minister in verschillende kabinetten-Adenauer die in juni 1941 in Lviv betrokken zou zijn geweest bij de moord op een aantal Poolse joden.
Zwart was inmiddels een drukkerijtje begonnen. Hij werd in 1960 gearresteerd en vervolgd omdat hij valse identiteitsbewijzen had gedrukt voor de Algerijnse verzetsbeweging Front de Libération Nationale en van plan zou zijn geweest valse Franse franken in omloop te brengen. Door medebetrokkene Sal Santen werd hij ervan beschuldigd een agent-provocateur te zijn.

### Jaren zeventig
In de jaren zeventig schreef Zwart onder diverse pseudoniemen voor Elseviers Weekblad. Vervolgens stapte hij over naar Accent waar hij door Bib van Lanschot werd weggewerkt. Zijn kritiek op de progressieve Nederlandse samenleving, waarin tot zijn verbijstering zijn zoon Koos de prijzen van verdovende middelen mocht voorlezen in het VARA-radioprogramma In de Rooie Haan, verwoordde hij voortaan in zijn onregelmatig verschijnende Nieuwsbrief uit Absurdistan.
In juni 1972 trouwde Zwart voor de derde keer, nu met Friedl Weimer, die hij in 1964 in Bonn had leren kennen.
Zwart had altijd sympathie voor tegendraadse mensen. Zo werd hij aan het eind van zijn leven nog even perschef van de extreemrechtse Florrie Rost van Tonningen. Zwart was actief binnen de extreemrechtse groepering Neerlands Herstel die in Arnhem en Rheden meedeed aan de gemeenteraadsverkiezingen. Begin 1991 moest Zwart alsnog terechtstaan ter zake van het verspreiden van racistische pamfletten in Arnhem in de jaren 1984-1986 en het aanzetten tot vreemdelingenhaat. Wegens het lange tijdsverloop tussen de feiten en de terechtzitting concludeerde het Openbaar Ministerie tot niet-ontvankelijkheid.
Zwart overleed acht maanden later op 78-jarige leeftijd.